# Cullumanobombus
Cullumanobombus — подрод перепончатокрылых из семейства настоящих пчёл рода шмелей.

## Описание
Верхние края боковых глазков лежат немного ниже прямой линии, которая соединяет верхние края сложных глаз. Наружная поверхность задних голеней блестящая, гладкая, без волосков. Дорсальный внутренний апикальный угол задних голеней коротковытянутый. Наружный край ножен жала умеренно широкий, особенно вверху, внутренний край, напротив, сильно расширены внизу. Мембрана с двумя изолированными тёмными пятнами. Крылья на вершине затемнённые.

## Систематика
В составе рода:
- Bombus baeri
- Bombus brachycephalus
- Bombus coccineus
- Bombus crotchii
- Bombus cullumanus (=Bombus serrisquama)
- Bombus ecuadorius
- Bombus fraternus
- Bombus funebris
- Bombus griseocollis
- Bombus handlirschi
- Bombus haueri
- Bombus hortulanus
- Bombus macgregori
- Bombus melaleucus
- Bombus morrisoni
- Bombus robustus
- Bombus rohweri
- Bombus rubicundus
- Bombus rufocinctus
- Bombus semenoviellus
- Bombus tucumanus
- Bombus unicus
- Bombus vogti